# 국수 (바둑)
국수(國手)는 그 실력이 한 나라에서 으뜸갈 정도로 바둑을 매우 잘 두는 사람을 일컫는 말이다. 과거 당시에는 한국기원에서 바둑 대회의 하나인 국수전의 우승자에게 수여한 타이틀이었다.
다른 바둑 기전의 우승자는 타이틀을 유지하는 기간에만 우승자의 나름의 호칭으로 붙여주는 것이 보통이나, 국수전의 우승자에게는 타이틀을 잃은 이후에도 국수의 호칭을 붙여준다.

## 같이 보기
- 국수전